# برابرساز سطح بالا
برابرساز سطح بالا (انگلیسی: High-level emulation یا HLE) رویکردی است برای ایجاد برابرساز، خصوصاً برای کنسول‌های بازی، که تلاش می‌کند رفتار یک سیستم را به جای طراحی داخلی‌اش شبیه‌سازی کند. در این حالت، به جای تلاش برای ایجاد یا بازایجاد دقیق سخت‌افزار به صورت دروازه به دروازه، تلاش می‌شود سکوی نرم‌افزاری به صورت کد برابرسازی شده در سخت‌افزار و مجموعهٔ دستورالعمل‌های متفاوت اجرا شود.